# 青春 (藤井フミヤの曲)
「青春」（せいしゅん）は、藤井フミヤ31枚目のシングル。ソロデビュー20周年を迎えた2013年7月10日に、ソニー・ミュージックアソシエイテッドレコーズからリリースされた。

## 概要
4曲入通常盤 及び3種類の初回生産限定盤A、B、Cが同日発売。
初回生産限定盤は各盤2曲入のCDと2曲入のDVDから成る2枚組。
Aには「青春」「GO BACK HOME」のCDとDVD、
Bには「青春」「孤独のDreamer」のCDとDVD、
Cには「青春」「夜明けの街」のCDとDVD、 となっている。

## 収録曲
- 全曲作詞：藤井フミヤ、作曲：藤井尚之。

1. 青春
乳性炭酸飲料『スコール』CMソング
2. GO BACK HOME
NHK2013プロ野球放送テーマソング
3. 孤独のDreamer
WOWOW 陸上ワールドツアー ダイヤモンドリーグ イメージソング
4. 夜明けの街
東京新聞・中日新聞・北陸中日新聞CMソング